# Euophrys striolata
Euophrys striolata es una especie de araña saltarina del género Euophrys, familia Salticidae. Fue descrita científicamente por C.L. Koch en 1846.
Habita en Austria, Checa, Alemania y Suecia.